# Välsigna, Herre, vad du ger
Välsigna, Herre, vad du ger är en måltidspsalm med text skriven 1963 av Anders Frostenson och musik skriven 1957 av Gunnar Thyrestam.

## Publicerad i
- Den svenska psalmboken 1986 som nr 296 under rubriken "Tillsammans i världen".
- Svensk psalmbok för den evangelisk-lutherska kyrkan i Finland (1986) som nr 296 under rubriken "Måltid"